# Dakine
Dakine és una empresa estatunidenca del sector tèxtil especialitzada en roba esportiva i complements per a la pràctica d'esports extrems. Fundada a Hawaii, el nom prové de la frase en crioll hawaià da kine (/də ˈkaɪn/, "the kind"). Amb seu a Hood River, tot i que els productes es fabriquen a l'estranger, l'empresa patrocina atletes professionals d'esports com l'esquí, el ciclisme, el surf, el surf de vela, el surf d'estel, el surf de neu i el monopatí de carrer.
Dakine va ser fundada l'any 1979 al comtat de Maui per Rob Kaplan. L'any 1986 Dakine va traslladar la seva base d'operacions a Hood River, Oregon, i des de llavors s'hi ha mantingut. L'agost de 2009, Billabong International Limited va adquirir Dakine per uns 100 milions de dòlars. El 2013, Billabong va vendre Dakine per 70 milions de dòlars a Altamont Capital Partners.